# Edward Moore (wioślarz)
Edward Peerman "Ed" Moore (ur. 20 października 1897 w Ringgold, zm. 9 lutego 1968 w Middleburgu) – amerykański oficer i wioślarz, mistrz olimpijski.
Wystąpił na igrzyskach olimpijskich w Antwerpii w 1920, gdzie reprezentanci USA w składzie: Virgil Jacomini, Edwin Graves, William Jordan, Edward Moore, Alden Sanborn, Donald Johnston, Vincent Gallagher, Clyde King i Sherman Clark (sternik) zdobyli złoty medal w ósemce. W finale o 0,8 sekundy pokonali Brytyjczyków. Był to jego jedyny start olimpijski.
Ukończył United States Naval Academy i został zawodowym wojskowym. Brał udział w II wojnie światowej, odznaczony Legią Zasługi i Presidential Unit Citation (dwukrotnie). Na emeryturę przeszedł w stopniu kontradmirała.